# Ouest-Matin
Ne doit pas être confondu avec Ouest-France.
Ouest-Matin est un quotidien lancé  novembre 1948 dans les cinq départements de la Bretagne historique, avec l'ambition de devenir un «grand quotidien régional d'information et de défense républicaine», sous l'impulsion de Henri Denis, progressiste chrétien, professeur d'économie à la faculté de droit de Rennes.

## Histoire

### La fondation en 1948
Le journal est créé par un professeur d'économie politique Henri Denis, ancien secrétaire général de la Jeunesse étudiante chrétienne (JEC). Il est le neveu de Louis Bridel (prêtre)|Louis Bridel, docteur en théologie et militant du syndicalisme chrétien de la région de Fougères, où il avait aidant les ouvriers à créer une coopérative, la cristallerie fougeraise en 1921 et de nombreux syndicats et coopératives. Henri Denis avait aussi été le fondateur en 1946 l'Union des chrétiens progressistes (UCP) avec Pierre Garbarini, professeur de lycée, André Mandouze, Marcel Moiroud, Jean Verlhac, Maurice Caveing et Gilbert de Chambrun,.

### Les conflits avec l'Église catholique
Dès 1949, l'archevêque de Rennes Clément Roques, interdit à ses diocésains la lecture du quotidien Ouest-Matin après avoir l'année précédente émis des réserves quant à la participation de chrétiens et de l'Abbé Boulier à la rédaction du journal. Il menace les lecteurs de ne plus pouvoir recevoir les sacrements religieux et cela leur arrive effectivement dans plusieurs départements de Bretagne en novembre 1949. Cette décision décourage l'Union des chrétiens progressistes (UCP) qui alors a 250 adhérents dans toute la France en 1949 et quelque 3000 sympathisants, mais un journal doté d'une périodicité irrégulière et d'une diffusion aléatoire et dont l'un des fondateurs est aussi Henri Denis. La plupart de ses membres se désintéressent alors « d'une Église qu’ils jugent irréformable ».

### L'engagement contre les exactions de la Guerre d'Indochine
Dans son édition du 18 septembre 1949, seulement dix mois après sa création, le quotidien Ouest-Matin a publié la lettre du soldat Alexandre Lepan, accusant les troupes françaises d'avoir commis un certain nombre d'atrocités lors de la Guerre d'Indochine. Selon lui, son ancien chef de bataillon, Clauzon, commandant le 22e régiment d'infanterie coloniale, poussait ses hommes au meurtre et au pillage. Dans la foulée, le directeur du journal Henri Denis est mis en examen au début de 1950, d'« allégations diffamatoires envers l'armée française » et de provocation directe « à une entreprise de démoralisation de l'armée ayant pour objet de nuire à la défense nationale ». Le procès étant très médiatisé, le ministère public produit 19 témoins, soldats ou officiers et Ouest-Matin une trentaine , parmi lesquels, Paul Rivet, Yves Farge, le général Petit, Claude Bourdet, Emmanuel d'Astier de la Vigerie, Jean Lautissier, Claudine Chonez et l'abbé Boulier, ancien aumônier du corps expéditionnaire d'Extrême-Orient. 
Le commandant Clauzon, traité dans l'article de "brute sanguinaire et de SS" fait citer nombre de témoins venus le dire bon chef et soldat humain et fait valoir que l'ex-soldat Lepan, signataire de l'article n'était pas sous ses ordres. Ce dernier avouer qu'il n'a jamais connu le commandant Clauzon.
A la mi-mars 1850, le directeur de Ouest-Matin est condamné  à trois mois de prison avec sursis et 200 000 francs d'amende, mais relaxé pour le second chef d'inculpation. Et surtout, dix mille personnes lui ont manifesté leur soutien, permettant à Henri Denis de mettre en avant une « extension du mouvement de lutte contre la guerre d' Indochine à de larges couches de la population » . La cour d'appel de Rennes va ensuite doubler les condamnations infligées au directeur du journal le 23 mai 1950.
Ouest-Matin reçoit dans ces campagnes contre la guerre le soutien actif de l'abbé Jean Boulier, intellectuel catholique engagé, parmi les fondateurs du Mouvement de la paix. Accusé, en 1952, de "philocommunisme", il a été réduit à l'état laïc. Mais le cardinal Maurice Feltin, archevêque de Paris, qui avait aussi pris la défense du mouvement des prêtres ouvriers, lancé dans les années 1940 par Jacques Loew, lui obtient un sursis. Dix ans plus tard, Boulier sera définitivement privé du droit d'exercer ses fonctions de prêtre en 1962 après une étude sur le martyr de l'hérésie et héros national tchécoslovaque Jan Hus.

### Les dégâts de l'Affaire Tillon-Marty
Ouest-Matin est l'un des plus touchés par la crise de la presse régionale d'obédience communiste ou proche en 1949-1952, en raison de ses spécificités régionales. Le quotidien est l'un des nombreux clients en région de l'Union française de l'information, une agence de presse proche du PCF, dans une période de baisse globale du tirage des quotidiens communistes régionaux, après les purges staliniennes de 1949 et les conséquences spectaculaires sur la couverture de l'UFI, y compris sportive, lorsque le match France-Yougoslavie du 30 octobre 1949, éliminatoire pour la coupe du Monde de football 1950 au Brésil n'est pas couvert.
Aux législatives de 1951, le PCF perd un grand nombre des députés qu’il avait obtenus en novembre 1946, en raison des biais délibérément créés par la Loi des apparentements. Le journal va souffrir tout particulièrent des vexations organisées par la direction du PCF contre un grand résistant de la région, Charles Tillon, ex-commandant en chef des FTP.
| Année  | Décembre 1950 | Avril 1951 | Juin 1952 |
| Tirage | 50.000        | 47.100     | 30 .000   |

### L'affaire des Forges d'Hennebont
En 1954, le quotidien suit de près le plan de modernisation par Pairault-Gane des Forges d'Hennebont, au Blavet, à une vingtaine de kilomètres de Lorient: une série d'articles de Ouest-Matin paraissent sous le titre « Menaces sur les Forges », dans une région où les ouvriers des forges sont traditionnellement électeurs du PCF.

### La disparition en 1956
Professeur d'économie à la faculté de Droit de Rennes, Henri Denis adhère au PC en 1953, au retour d'un voyage en Chine. Avant de démissionner de son poste de rédacteur en chef du quotidien régional, il sera en 1954 le fondateur de la revue Economie et politique.
En juin 1956, le PCF annonce qu'il doit renoncer à trois de ses quotidiens communistes de province: Nouvelles de Bordeaux, dont le tirage était tombé à 30.000 exemplaires, Patriote de Toulouse, revenu à 30.000 exemplaires, et  le plus petit des trois, Ouest-Matin, qui ne tire plus qu'à 20.000 exemplaires. Pour le quotidien breton c'est deux fois et demie moins que cinq ans plus tôt, l'essentiel de l'effondrement ayant eu lieu en 1952.
En cause, « des charges trop lourdes qu'ils devaient supporter ». Après la disparition du quotidien régional, ses salariés tentent de retrouver du travail ailleurs. Le journaliste Guy Le Tallec  rejoint le service documentation de L'Humanité.
le même principe d'un journal breton est repris par le quotidien Ouest-France en 1944